# Zayn Ud Dîn Al Âmidî
L'imam Zayn Ud Dîn 'Alî Ibn Ahmad Al Âmidî (en arabe : زين الدين علي بن أحمد الآمدي), plus simplement Zain-Din al-Amidi, mort en 1312 (712 de l'Hégire) est un savant musulman (alim), juriste (faqih) du droit hanbalite, inventeur et libraire arabe.
Il est notamment connu comme le premier inventeur d'un système de lecture alternative pour les aveugles, précurseur du braille moderne.

## Biographie

### Jeunesse et étude
Zayn Ud Dîn 'Alî Ibn Ahmad nait à Amad (l'actuelle ville de Diyarbakir), dans le courant du XIIIe siècle. Il grandit et vit à Bagdad, ville où il étudiera auprès de divers professeurs et ouléma réputé de son époque.
En plus de l'arabe, il apprend et maîtrise plusieurs langues notamment le persan, le latin et le turc.

### Invention d'un système de lecture pour les non-voyants
Ayant perdu la vue durant sa jeunesse, il conçoit et met en place divers systèmes afin de pouvoir au début reconnaître ses livres et déterminer leurs caractéristiques (nombres de pages, nombres de ligne par pages, type d'écriture et même les différentes couleur des encres utilisée), dont notamment des feuilles en alphabet arabe en relief comportant les caractéristiques des divers livres. Il a par la suite inventé une méthode pour permettre aux aveugles de lire par eux-mêmes à l'aide de noyaux de fruits. Sa formidable invention est précurseure du braille qui voit le jour au XIXe siècle.

### Enseignement
Il enseigne à l'université al-Mustansiriyah et travaille aussi à son propre compte en tant que libraire. En 699 AH (an 1299 ou 1300 du calendrier julien), c'est lui qui accueille le khan de l'Ilkhanat, Ghazan, à la Mustansiriyah. Impressionné par son érudition, Ghazan se met à lui reverser une pension mensuelle de 300 darahim à la suite de leur rencontre. 

### Mort
Al-Amidi meurt peu après 712 AH (an 1312 du calendrier julien).